# Temporada de furacões no oceano Atlântico de 1983
A temporada de furacões no Atlântico de 1983 foi um evento no ciclo anual de formação de ciclones tropicais. A temporada começou em 1 de junho e terminou em 30 de novembro de 1983. Estas datas delimitam convencionalmente o período de cada ano quando a maioria dos ciclones tropicais tende a se formar na bacia do Atlântico.
A atividade da temporada de furacões no Atlântico de 1983 foi a menor da história, com um total de 4 tempestades dotadas de nome e três furacões, sendo nenhum destes atingiu a intensidade igual ou superior a um furacão de categoria 3 na escala de furacões de Saffir-Simpson.
Em meados de agosto, o furacão Alicia atingiu a costa do Texas, Estados Unidos, como um furacão de categoria 3, causando 22 fatalidades e mais de 2 bilhões de dólares em danos. Dias depois, o furacão Barry atingiu a costa do golfo mexicana, causando apenas danos mínimos. Devido à falta de atividade ciclônica no restante da temporada, não houve danos adicionais causados por sistemas tropicais.

## Nomes das tempestades
Os nomes abaixo foram usados para dar nomes às tempestades que se formaram no Atlântico Norte em 1983.
| - Alicia - Barry - Chantal - Dean - Erin (sem usar) - Felix (sem usar) - Gabrielle (sem usar) | - Hugo (sem usar) - Iris (sem usar) - Jerry (sem usar) - Karen (sem usar) - Luis (sem usar) - Marilyn (sem usar) - Noel (sem usar) | - Opal (sem usar) - Pablo (sem usar) - Roxanne (sem usar) - Sebastien (sem usar) - Tanya (sem usar) - Van (sem usar) - Wendy (sem usar) |

Devido aos impactos causados pelo furacão Alicia, seu nome foi retirado e substituído por Allison, que juntamente ao restante da lista, foram usados na temporada de 1989.

## Efeito sazonais
| Escala de Furacões de Saffir-Simpson |    |    |   |   |   |   |   |
| DT                                   | TS | TT | 1 | 2 | 3 | 4 | 5 |

| Nome                | Datas ativo               | Classificação máxima | Velocidade de vento sustentados | Pressão              | Áreas afetadas                            | Danos (USD)    | Fatalidades | Refs              |
| ------------------- | ------------------------- | -------------------- | ------------------------------- | -------------------- | ----------------------------------------- | -------------- | ----------- | ----------------- |
| Um                  | 23 de julho – 28          | Depressão tropical   | 35 mph (55 km/h)                | Não definido         | Nenhum                                    | Nenhum         | Nenhum      | [ 3 ] [ 4 ]       |
| Dois                | 27 de julho – agosto 2    | Depressão tropical   | 35 mph (55 km/h)                | Não definido         | Nenhum                                    | Nenhum         | Nenhum      | [ 5 ] [ 3 ]       |
| Alicia              | 15 de agosto – 20         | Furacão Categoria 3  | 115 mph (185 km/h)              | 962 hPa (28.41 inHg) | Texas Oriental, Centro dos Estados Unidos | $3 000 000 000 | 21          | [ 6 ] [ 7 ] [ 8 ] |
| Barry               | agosto 23 – 29            | Furacão Categoria 1  | 80 mph (130 km/h)               | 986 hPa (29.12 inHg) | Costa do Golfo dos Estados Unidos, México | Menor          | Nenhum      |                   |
| Chantal             | setembro 10 – 15          | Furacão Categoria 1  | 75 mph (120 km/h)               | 994 hPa (29.35 inHg) | Nenhum                                    | Nenhum         | Nenhum      |                   |
| Six                 | 19 de setembro – 21       | Depressão tropical   | 35 mph (55 km/h)                | Não definido         | Nenhum                                    | Nenhum         | Nenhum      | [ 9 ] [ 3 ]       |
| Dean                | 26 de setembro – 30       | Tempestade tropical  | 65 mph (100 km/h)               | 999 hPa (29.50 inHg) | Costa Leste dos Estados Unidos            | Menor          | Nenhum      |                   |
| Totais da temporada |                           |                      |                                 |                      |                                           |                |             |                   |
| 7 sistemas          | 23 de julho – setembro 30 |                      | 115 mph (185 km/h)              | 962 hPa (28.41 inHg) |                                           | $3 mil milhões | 21          |                   |